# As Crônicas do Herdeiro

## As Crônicas do Herdeiro
The heir trilogy (em Inglês) ou As Crônicas do herdeiro (em português) é uma trilogia de livros da categoria infanto-juvenil da autora americana Cinda Williams Chima .
No Brasil lançado pela editora Farol Literário
Até agora três livros da coleção já foram lançados, são eles:
The Warrior Heir 2006 - (O Herdeiro Guerreiro em português),
The Wizard Heir 2007 - (O Herdeiro Mago em Português)
e The Dragon Heir 2008 - (O Herdeiro Dragão. em português.)
O quarto livro The Enchanter Heir 2013 - (O Herdeiro Encantado, em português) está previsto para ser lançado em breve no Brasil.
O quinto livro The Sorcerer Heir está previsto para Novembro de 2014 mas sem previsão para ser lançado no Brasil.